# آناماريا إليس
آناماريا إليس (بالمجرية: Ilyés Annamária)‏ مواليد 9 يوليو 1980 في جمهورية رومانيا الاشتراكية، هي لاعبة كرة يد رومانية ومجرية تلعب كظهير أيسر. مثلت كل من منتخب رومانيا لكرة اليد للسيدات ومنتخب المجر لكرة اليد للسيدات.